# Xylopia fusca
Xylopia fusca Maingay ex Hook.f. & Thomson – gatunek rośliny z rodziny flaszowcowatych (Annonaceae Juss.). Występuje naturalnie w Azji Południowo-Wschodniej. 

## Morfologia
PokrójZimozielone drzewo dorastające do 38 m wysokości. Kora jest gładka i ma szarobrunatną barwę. Młode pędy są owłosione.
LiścieMają kształt od podłużnego do eliptycznego. Mierzą 3,5–10 cm długości oraz 1–2,5 szerokości. Nasada liścia jest zaokrąglona. Wierzchołek jest spiczasty. Ogonek liściowy jest owłosiony i dorasta do 3–5 cm długości.
KwiatySą pojedyncze lub zebrane w parach. Rozwijają się w kątach pędów. Płatki mają zielonożółtawą barwę i dorastają do 2 cm długości.
OwoceRozłupnie o podłużnie cylindrycznym kształcie. Osiągają 5 cm długości.